# دویل برانسون

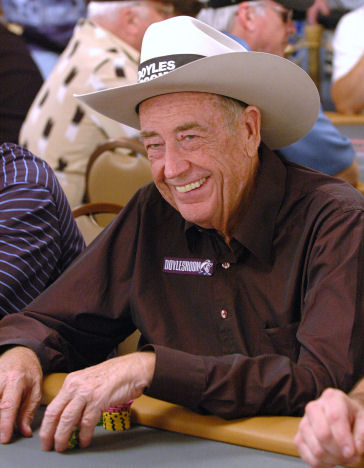
دویل برانسون در مسابقات جهانی پوکر ۲۰۰۶

دویل برانسون (به انگلیسی: Doyle Brunson) (زادهٔ ۱۰ اوت ۱۹۳۳ – درگذشتهٔ ۱۴ مهٔ ۲۰۲۳) پوکرباز آمریکایی بود.
او بیش از ۵۰ سال سابقهٔ بازی پوکر حرفه‌ای داشت و نخستین کسی بود که در دو جام جهانی پوکر به طور پیاپی قهرمان شد. برانسون کتاب‌های متعددی در زمینهٔ بازی پوکر نگاشته‌است.